# دراجنوف
مسلسل دراجنوف هو مسلسل درامي ليبي يتكلم عن أحداث الثورة الليبية في عام 2011 وتأثيرها على طبقات المجتمع الليبي، وقد منعت قناة الرسمية عرضه، معللة بأنها لا يتناسب مع المجتمع الليبي المحافظ.

## قصة المسلسل
تدور احداث المسلسل في العاصمة الليبية طرابلس وتبدأ تحديداً قبل اندلاع الثورة الليبية سنة 2011 حيث تجمع قصة حب بين عمر ابن أحد الضباط المقربين من القذافي وبين منى ابنة سجين سياسي معارض للقذافي قتل في مجزرة سجن ابوسليم سنة 1996 وتمر قصة الحب بينهما بعدة متغيرات بعد اندلاع الثورة حيث تعلن منى تأييدها للثورة بينما يقف عمر موقف المتردد بين دعم أسرته التي تدعم نظام القذافي بحكم القرابة وبين دعم الثورة وهو ما سيجعله يخسر اسرته ويختار أخيراً الوقوف على الحياد.. يرصد مسلسل دراجنوف التغيرات التي تصيب المجتمع الليبي خلال فترة الثورة وبعد نجاحها عبر عدة قصص وصراعات بين المؤيدين والمعارضين للثورة من مختلف طبقات المجتمع الليبي.

## النقاد والصحافة
استقبل العمل بترحيب كبير من قبل النقاد والصحافة العالمية والعربية حيث كتبت صحيفة الايكونوميست الإنجليزية مقالا حول المسلسل بعنوان «حياة حقيقية على التلفزيون»  بينما كتبت صحيفة الليبراسيون الفرنسية مقالاً حول المسلسل تحت عنوان «المسدس والزهرة» 
وكتبت صحيفة القدس أيضا مقالاً حول المسلسل  ومن المقالات النقدية التي نشرت حول المسلسل مقال للكاتبة الليبية والاستاذة الجامعية ايناس المنصوري بعنوان «دراجنوف نقلة كبيرة للدراما الليبية»  بينما كتب الكاتب والروائي الليبي منصور بوشناف مقالة نقدية حول المسلسل نشرت في صحيفة الحياة السعودية بعنوان «دراجنوف دراما بطعم الثورة» 

## منع عرض
اعلنت قناة الرسمية منع عرض مسلسل دراجنوف معللتاً ذلك بأنه لا يتماشى مع المجتمع الليبي المحافظ، على حسب طلب الجمهور.